# Guamal (kommun i Meta, lat 3,92, long -74,00)
Guamal är en kommun i Colombia.   Den ligger i departementet Meta, i den centrala delen av landet, 80 km söder om huvudstaden Bogotá. Antalet invånare är 8 897.